# Menonitas da Antiga Ordem
Os Menonitas da Antiga Ordem (em alemão da Pensilvânia: Fuhremennischte) formam um ramo da tradição menonita. Os Menonitas da Antiga Ordem são aqueles grupos menonitas de herança suíço-alemã e sul-alemã que praticam um estilo de vida sem alguns elementos da tecnologia moderna, ainda dirigem cavalos e charretes em vez de carros, usam roupas muito conservadoras e modestas e mantiveram as formas antigas de adoração, batismo e comunhão.
Todos os Menonitas da Antiga Ordem rejeitam certas tecnologias (por exemplo, rádio, televisão, internet), mas a extensão dessa rejeição depende de cada grupo. Os grupos da Antiga Ordem geralmente dão grande ênfase a uma comunidade disciplinada em vez das crenças pessoais de fé do indivíduo. O idioma alemão da Pensilvânia é falado e vigoroso entre todos os grupos de cavalos e buggy (charretes), exceto os Menonitas da Antiga Ordem da Virgínia, que perderam seu idioma original antes de se tornarem da Antiga Ordem. Não há uma igreja ou conferência geral que una todos os diferentes grupos de Menonitas da Antiga Ordem. Em 2008-2009, uma minoria dos Menonitas da Antiga Ordem aceitava automóveis, enquanto a maioria mantinha o transporte por cavalos e charretes.
A população total de Menonitas da Antiga Ordem foi estimada entre 72.000 e 84.000 em 2021.
Os menonitas russos muito conservadores que falam Plautdietsch, que podem ter crenças e estilo de vida semelhantes, normalmente não são chamados de menonitas da Antiga Ordem.

## Nomes
Desde a primeira divisão da Antiga Ordem em Indiana, em 1872, sob a liderança do bispo Jacob Wisler (1808-1889), até meados do século XX, todos os Menonitas da Antiga Ordem foram chamados por muitos de "Menonitas Wisler", "Menonitas da Antiga Ordem, Wisler", até mesmo "Wisleritas", ou algo semelhante. Em alguns casos, esse uso persistiu, mas hoje o termo "Menonitas Wisler" normalmente se refere a um determinado subgrupo, a Conferência Menonita de Ohio-Indiana. Os Menonitas da Antiga Ordem que não usam automóveis são chamados de "Menonitas de cavalo e charretes" ou "Menonitas de Equipe" (a palavra para eles em alemão da Pensilvânia é Fuhremennischte). Às vezes, o termo "Menonitas da Antiga Ordem" é restrito a grupos que não usam carros. Os Menonitas da Antiga Ordem "automobilísticos" se referem àqueles que se separaram dos grupos da Antiga Ordem que usavam cavalos e charretes. É comum dar aos grupos o nome de um bispo, na maioria dos casos o bispo líder durante o período da divisão.

## História

### Século XIX
Na segunda metade do século XIX, o Movimento da Velha Ordem surgiu entre os anabatistas de origem sul-alemã e suíça na América do Norte, que falavam principalmente o alemão da Pensilvânia. A maioria dos menonitas da "Antiga Ordem" surgiu por meio de divisões do corpo principal dos menonitas entre 1872 e 1901 em quatro regiões da América do Norte: Indiana em 1872, Ontário em 1889, Pensilvânia em 1893 e Virgínia em 1901. Os conflitos sobre a introdução de práticas modernas como Escolas Dominicais, reuniões de avivamento e pregação em inglês levaram à formação de igrejas Menonitas da Antiga Ordem. Essas tendências modernizadoras que mudaram a forma da prática religiosa foram promovidas entre os menonitas especialmente por dois homens: John F. Funk e John S. Coffman. As pessoas de mentalidade tradicional deixaram as antigas conferências para formar novas, mas não os modernizadores.
Os menonitas de Stauffer já haviam se separado em 1845 por várias questões, favorecendo uma prática mais rígida da igreja. Hoje, eles e os grupos que se separaram deles são os grupos menonitas da Antiga Ordem mais tradicionais no que diz respeito a tecnologias e vestimentas.
Os Menonitas da Antiga Ordem, formados em 1812, são um grupo especial que não se enquadra totalmente no grupo da "Antiga Ordem", mas que manteve algumas tradições antigas, por exemplo, eles usam a forma mais tradicional de vestimenta simples entre todos os menonitas. As preocupações que levaram à formação do novo grupo foram "o desvio mundano da igreja" e a "degeneração".
De acordo com um relatório de 2017,
"há duas linhagens básicas de menonitas no Canadá: os menonitas suíços-alemães do sul vieram da Pensilvânia, e os menonitas holandeses-alemães do norte vieram da Rússia (Ucrânia). No final dos anos 1700 e início dos anos 1800, os menonitas "suíços" da Pensilvânia se estabeleceram no sul de Ontário. Na década de 1870, um grande grupo de menonitas "russos" da Ucrânia mudou-se para o sul de Manitoba. Outras ondas de menonitas "russos" chegaram ao Canadá nas décadas de 1920 e 1940". Nos últimos 50 anos, os menonitas têm vindo do México para o Canadá.
A maioria hoje não é da Velha Ordem.

### Século XX
Entre 1907 e 1931, outra onda de divisões de igrejas ocorreu entre as Ordens Antigas, com relação ao uso de novas tecnologias, especialmente carros. As divisões ocorreram em Indiana e Ohio em 1907, em Ontário em 1931 e na Pensilvânia em 1927, geralmente dividindo-os nos grupos chamados de cavalo e charrete e automóvel.
Entre as décadas de 1940 e 1960, tanto os Menonitas Ortodoxos quanto os Menonitas de Noah Hoover surgiram de uma longa série de divisões e reunificações de pessoas entre os Menonitas da Antiga Ordem que não eram modernizadores, mas buscavam uma forma mais pura de vida menonita. Tanto os menonitas ortodoxos quanto os Noah Hoovers são grupos "menonitas da Antiga Ordem de mentalidade intencionalista e ultrapura". Stephen Scott escreve sobre os menonitas Noah Hoover:
Muitas pessoas de várias origens foram atraídas para o grupo Noah Hoover. A postura ultraconservadora em relação à tecnologia, combinada com o firme biblicismo, a espiritualidade intensa e os altos padrões morais, teve um grande apelo.

## Crenças e práticas

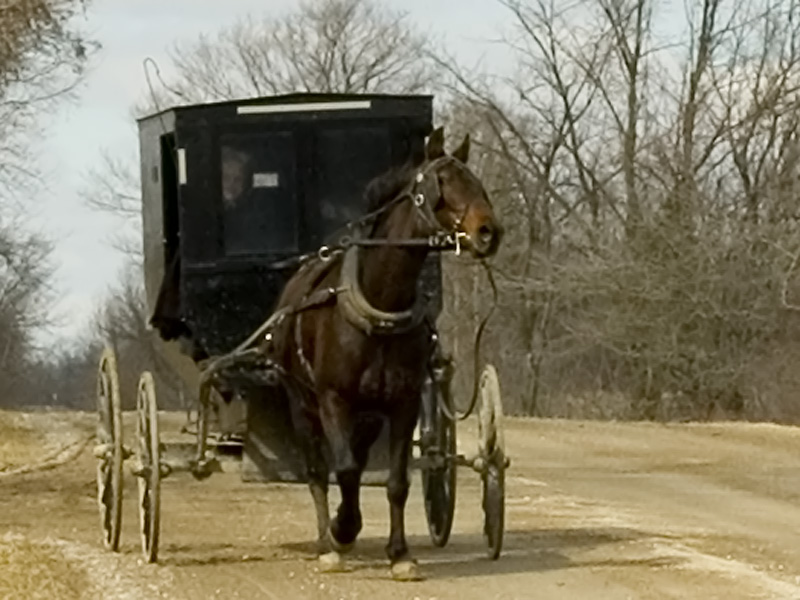
Cavalo e carruagem menonitas da Antiga Ordem no Condado de Oxford, Ontário, em 2006.

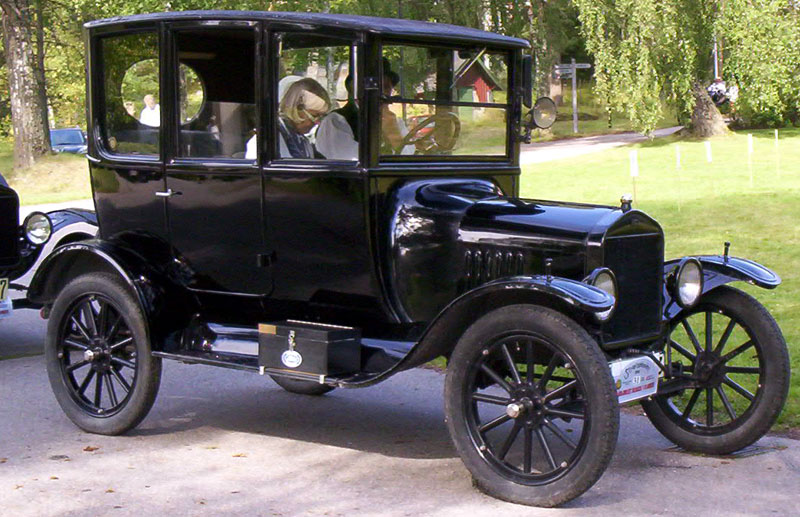
Carro "black bumper" da década de 1920, como o que pode ter sido dirigido pelos primeiros membros da Igreja Horning.

Muitas práticas entre os Menonitas da Antiga Ordem decorrem do princípio bíblico de não conformidade com o mundo, de acordo com Romanos 12:2 e outros versículos da Bíblia.
O fato de os Menonitas da Antiga Ordem e os Amish da Antiga Ordem evitarem as tecnologias não se baseia na crença de que a tecnologia seja de alguma forma maligna, mas em uma preocupação com a natureza de suas comunidades. A comunidade é importante para um menonita, e uma tecnologia ou prática é rejeitada se puder afetá-la negativamente. Muitos grupos menonitas da Antiga Ordem rejeitam automóveis, mas, em uma emergência, até mesmo o mais tradicional menonita da Antiga Ordem provavelmente aceitará uma carona em um automóvel; aqueles que vendem leite em áreas que exigem refrigeração instalarão eletricidade no celeiro. Alguns dos grupos que permitem o uso de carros e caminhões, como a Conferência Menonita Markham-Waterloo, garantem que eles sejam todos pretos, até mesmo pintando sobre seções cromadas para obter esse efeito.
Os Menonitas da Antiga Ordem também praticam a simplicidade, incluindo o vestuário, que é o oposto da ostentação nas roupas, mas também na aparência física.
Muitos Amish e Menonitas da Antiga Ordem não usam o seguro de saúde tradicional com prêmios mensais e copagamentos. No Condado de Lancaster, Pensilvânia, alguns Amish e Menonitas usam a cobertura do Old Order Group (OOG) do Preferred Health Care (PHC). Quando um membro do OOG visita um provedor participante (aproximadamente 1.100 médicos locais e 9 hospitais na área de Lancaster aceitam a cobertura do OOG), ele apresenta um cartão branco exclusivo com letras vermelhas e azuis que o identifica como membro do PHC. Esses cartões não contêm nenhuma informação de identificação, como é o costume de sua crença religiosa. Depois que o atendimento é prestado, os provedores enviam um pedido de reembolso à PHC para uma "reavaliação de preços", como se o paciente tivesse seguro. Um extrato da PHC é então enviado à clínica médica e ao paciente indicando o valor descontado devido ao provedor. O consultório então cobra o valor reavaliado diretamente do paciente, de acordo com a política do consultório para cobrança de saldos devidos em contas de pacientes que pagam por conta própria. Dessa forma, o Old Order Group se envolveu em práticas de negociação coletiva para reduzir seu custo de assistência médica. Além disso, a comunidade apoiará qualquer membro que esteja doente, em desvantagem, idoso ou que tenha sofrido um acidente.
Os grupos Menonitas da Antiga Ordem e Amish da Antiga Ordem são frequentemente agrupados na imprensa popular da América do Norte. Isso é incorreto, de acordo com um relatório de 2017 da revista Canadian Mennonite:
Os costumes dos Menonitas da Antiga Ordem, das comunidades Amish e dos Menonitas da Antiga Colônia têm várias semelhanças, mas as diferenças culturais são significativas o suficiente para que os membros de um grupo não se sintam à vontade para se mudar para outro grupo. Os Menonitas da Antiga Ordem e os Amish têm as mesmas raízes europeias e o idioma falado em suas casas é o mesmo dialeto alemão. Os menonitas da Velha Colônia usam o baixo alemão, um dialeto alemão diferente.
Diferentemente da maioria dos amish da Antiga Ordem, os menonitas da Antiga Ordem têm casas de reunião para adoração, geralmente de design muito simples e sem adornos. Em muitos aspectos, especialmente os grupos menonitas da Antiga Ordem que dirigem carros são bastante semelhantes aos menonitas conservadores, mas diferem principalmente por não aceitarem a Escola Dominical e as Reuniões de Avivamento, enquanto os menonitas que dirigem cavalos e charretes mantiveram o uso da língua alemã na vida cotidiana e em seus cultos.
O espectro dos grupos Menonitas da Antiga Ordem varia desde aqueles que diferem pouco até mesmo dos grupos conservadores Amish da Antiga Ordem, como os Amish Swartzentruber, até aqueles que mal se diferenciam dos grupos Menonitas Conservadores no que diz respeito ao uso de tecnologias.
O que caracteriza os grupos automotivos como da Antiga Ordem em vez de Menonitas conservadores é a retenção das formas tradicionais de adoração, comunhão, batismo, funeral e estruturas de liderança. Por outro lado, algumas práticas de casamento mudaram. Os Menonitas da Antiga Ordem normalmente não têm Escolas Dominicais nem Reuniões de Avivamento.
Os grupos de cavalos e charrete mantiveram um estilo de vida rural, com a agricultura como parte importante de sua economia. A maioria dos Menonitas da Antiga Ordem permite o uso de tratores para a agricultura, embora alguns grupos insistam em tratores com rodas de aço para evitar que sejam usados para transporte rodoviário. Alguns grupos tradicionais, como os menonitas ortodoxos e os menonitas Noah Hoover, ainda cultivam seus campos com cavalos. As pessoas que usam cavalos e charretes enfatizam a separação do mundo, excomungam e normalmente evitam de maneira rigorosa. Todos os grupos Menonitas da Antiga Ordem se reúnem em casas de reunião ou edifícios de igrejas (quando têm congregações completas), ao contrário dos Amish da Antiga Ordem, que se reúnem nas casas ou celeiros de seus membros.
Os Menonitas da Antiga Ordem progressivos ("automobilísticos"), como os Menonitas da Conferência de Weaverland (EUA), os Menonitas de Wisler (EUA) e a Conferência Menonita de Markham-Waterloo (Canadá), evoluíram em grande parte da mesma série de cismas da Antiga Ordem de 1872 a 1901. Hoje em dia, eles geralmente compartilham as mesmas casas de reunião e aderem a formas quase idênticas de adoração da Antiga Ordem que seus irmãos da Antiga Ordem de cavalos e charretes, com os quais se separaram no início do século XX. Embora as Ordens Antigas de Weaverland tenham começado a usar carros em 1927, era exigido que os carros fossem simples e pintados de preto. A forma da proibição entre os grupos progressistas em geral é menos severa, o que significa que um ex-comungante nem sempre é evitado e, portanto, não é excluído da mesa da família, evitado pelo cônjuge e/ou afastado dos negócios. Todas as Ordens Antigas progressivas já mudaram do alemão da Pensilvânia para o inglês ou estão em processo de mudança. Nas últimas décadas, entretanto, o tamanho das famílias e as taxas de crescimento dos grupos progressistas diminuíram em comparação com os grupos de cavalos e charrete.
De acordo com um relatório da Universidade de Waterloo de 2017, "dos estimados 59.000 menonitas em Ontário, apenas cerca de 20% são membros de grupos conservadores".

### Controvérsia
Em novembro de 2020, durante a pandemia de COVID-19 em Ontário, Canadá, tanto a unidade de Saúde Pública da Região de Waterloo quanto a Saúde Pública de Wellington-Dufferin-Guelph emitiram ordens para fechar escolas e locais de culto da Antiga Ordem em suas regiões e para limitar as interações sociais. As ordens foram emitidas devido às taxas de infecção extremamente altas. Na região de Waterloo, as ordens se aplicaram a seitas "incluindo as comunidades Markham, Old Colony e David Martin Menonitas", de acordo com um relatório de notícias. Ambas as agências citaram a falta de cooperação com os requisitos de saúde pública destinados a minimizar a disseminação do vírus. Em uma entrevista ao Waterloo Region Record, o bispo Peter Brubacher, (bispo "de sete distritos da Igreja Menonitas da Antiga Ordem" no norte da região de Waterloo, de acordo com outra agência de notícias), fez o seguinte comentário: "Acho que, para ser franco e honesto, muitas pessoas realmente não levaram tão a sério o isolamento".

## Subgrupos
A tabela abaixo lista todos os grupos com mais de 250 membros em 2008-2009:
| Nome                                                              | Country     | Associação em 1993 | Associação em 2008-2009 | Congregações em 2008-2009 | Uso de carros | Primeiro idioma entre os membros                                                 |
| ----------------------------------------------------------------- | ----------- | ------------------ | ----------------------- | ------------------------- | ------------- | -------------------------------------------------------------------------------- |
| Igreja Menonita da Conferência de Groffdale, "Wenger"             | EUA         | 5.464              | 10.000                  | 50                        | Não           | Alemão da Pensilvânia                                                            |
| Conferência Menonita de Weaverland, "Horning"                     | EUA         | 4.767              | 7.100                   | 40                        | Sim           | Inglês, alguns membros mais antigos ainda falam alemão da Pensilvânia com amigos |
| Conferência Menonitas da Antiga Ordem de Ontário, "Woolwichers"   | Canadá      | 2.200              | 3.200                   | 36                        | Não           | Alemão da Pensilvânia                                                            |
| Conferência Menonita Markham-Waterloo                             | Canadá      | 1.106              | 1.400                   | 12                        | Sim           | Inglês                                                                           |
| Stauffer Mennonite, "Pikers"                                      | EUA         | 700                | 1.300                   | 13                        | Não           | Alemão da Pensilvânia                                                            |
| Conferência Menonita de Ohio-Indiana, "Wisler"                    | EUA         | 637                | 925                     | 7                         | Sim           | Inglês                                                                           |
| Menonitas Ortodoxos                                               | EUA, Canadá | 220                | 650                     | 8                         | Não           | Alemão da Pensilvânia                                                            |
| Menonita Noah Hoover, "Menonitas de Scottsville"                  | EUA, Belize | 300                | 575                     | 8                         | Não           | Alemão da Pensilvânia, Plautdietsch, inglês                                      |
| Menonitas David Martin ou Menonitas da Antiga Ordem Independentes | Canadá      | 400                | 500                     | 6                         | Não           | Alemão da Pensilvânia                                                            |
| Conferência de Menonitas da Antiga Ordem da Virgínia              | EUA         | 400                | 500                     | 4                         | Não           | Inglês                                                                           |
| Menonitas da Antiga Ordem de Reidenbach, "Thirty Fivers"          | EUA         | 300                | 375                     | 10                        | Não           | Alemão da Pensilvânia                                                            |
| Menonita Reformada                                                | EUA, Canadá | 346                | 300                     | 12                        | Sim           | Inglês                                                                           |
| Menonitas John Dan Wenger                                         | EUA         | 250                | 300                     | 1                         | Não           | Inglês                                                                           |
|                                                                   | Total       | 17.090             | 27.075                  | 206                       | -             | -                                                                                |

Além dos grupos listados acima, havia também vários grupos menores de cavalos e charretes, como o grupo de Joseph Brubaker, com 58 membros adultos, o grupo de William Weaver, com 55 membros adultos, o grupo de Aaron Martin, com 45 membros adultos, o grupo de Allen Martin, com 37 membros adultos, e o grupo ortodoxo de Wellesley, com cerca de 20 membros (essa informação data de 1995). Kraybill e Bowman, em 2001, mencionam mais um pequeno grupo, o grupo Harvey Nolt, que se dividiu dos Wengers.
Como as divisões, fusões e até mesmo a dissolução de pequenos grupos não são incomuns entre os Menonitas da Antiga Ordem, a situação hoje pode parecer bem diferente.

## População e distribuição
Os Menonitas da Antiga Ordem do cavalo e charrete (ou equipe) podem ser encontrados nos Estados Unidos, Canadá e Belize. No ano 2000, mais de 70% dos menonitas de cavalo e charrete viviam na Pensilvânia e em Ontário, onde surgiram por meio de divisões do corpo principal dos menonitas no final do século XIX e da divisão entre grupos de automóveis e de cavalo e buggy no início do século XX. Em Indiana, Ohio e Virgínia, eles também surgiram por meio de divisões, mas em número muito menor. Os assentamentos de menonitas de cavalos e charrete em outros estados foram criados por migrações, que começaram principalmente a partir da década de 1960. Também há Menonitas da Antiga Ordem em Belize (distritos de Cayo e Toledo). A tabela à direita lista a população total de menonitas de cavalo e charrete por estado dos EUA, província canadense ou Belize na América do Norte no final da década de 1990 e o número de 2015 de menonitas de língua alemã da Pensilvânia, que é quase idêntico ao número de menonitas de cavalo e charrete.
| País (Belize), estado (EUA) ou província (Canadá) | Menonitas de Equipe população em torno de 2000 | Menonitas falantes de PG em 2015 |
| ------------------------------------------------- | ---------------------------------------------- | -------------------------------- |
| Pennsylvania                                      | 9.650                                          | 12.340                           |
| Ontario                                           | 6.900                                          | 9.495                            |
| New York                                          | 1.800                                          | 4.195                            |
| Kentucky                                          | 400                                            | 2.563                            |
| Wisconsin                                         | 800                                            | 2.395                            |
| Ohio                                              | 800                                            | 2.360                            |
| Missouri                                          | 1.000                                          | 2.267                            |
| Virginia                                          | 1.550                                          | ~2.000                           |
| Indiana                                           | 700                                            | 995                              |
| Iowa                                              | 300                                            | 600                              |
| Tennessee                                         | –                                              | 565                              |
| Maryland                                          | –                                              | 525                              |
| Michigan                                          | 100                                            | 300                              |
| Belize                                            | 100                                            | 300                              |
| Illinois                                          | –                                              | 235                              |
| Manitoba                                          | –                                              | 100                              |
| Minnesota                                         | -                                              | 27                               |
| Total                                             | 24.000                                         | 39.265                           |

### Aderentes
De acordo com C. Henry Smith, que escreveu em 1908, todos os grupos Menonitas da Antiga Ordem contavam "dificilmente mais de dois mil membros". Em 1957, o número total de membros de todos os grupos Menonitas da Antiga Ordem era de 5.800 membros em 44 congregações. Para o ano de 2001, Kraybill e Hostetter deram o número de 16.478 para os membros de "todos os grupos Menonitas da Antiga Ordem" nos EUA. De acordo com a Enciclopédia Menonita Anabatista Global, em 2002 havia aproximadamente 17.000 membros batizados da Antiga Ordem Menonita nos EUA e 3.000 no Canadá. Havia mais de 27.000 membros adultos batizados da Antiga Ordem Menonita na América do Norte e em Belize em 2008/9. A população total dos grupos Menonitas da Antiga Ordem que falam o alemão da Pensilvânia era de cerca de 43.000 em 2015, o que indica que a população total de todos os grupos Menonitas da Antiga Ordem, incluindo aqueles que perderam o idioma ou estão em processo de perdê-lo, estava aproximadamente entre 60.000 e 70.000 em 2015. Sob a condição de que o crescimento anual seja de 3,7%, isso resultaria em uma população total de Menonitas da Antiga Ordem de cerca de 72.000 a 84.000 em 2021.

### Crescimento
Os menonitas Wenger, o maior grupo de cavalos e charretes, têm uma taxa de crescimento de 3,7% ao ano, que é comparável à taxa de crescimento dos Menonitas da Antiga Ordem. Os Wengers têm famílias maiores e uma taxa de retenção mais alta do que seus irmãos que dirigem carros, os menonitas Horning. Em 2005, o número médio de filhos por família era de 8,25 entre os Menonitas da Antiga Ordem em Indiana. Em uma amostra de 199 pessoas do Distrito de Martindale dos Menonitas Wenger, nascidas entre 1953 e 1968, houve uma taxa de retenção de 95% em 1998.

## Grupos semelhantes
Há muitas semelhanças entre os Menonitas da Antiga Ordem e os Amish da Antiga Ordem, especialmente entre os Amish e os Menonitas de cavalo e charrete, ambos falantes do alemão da Pensilvânia e que compartilham a tradição de se vestirem com simplicidade. Em menor escala, há semelhanças com os menonitas "russos" conservadores, que vivem na América Latina, falam outro dialeto alemão, o Plautdietsch, e têm sua própria tradição de vestimenta simples. O mesmo se aplica aos huteritas, que falam hutterite e vivem em comunidade de bens. Também há semelhanças com os diferentes grupos da Old Order Schwarzenau Brethren e com a Old Order River Brethren, que compartilham um pouco da herança holandesa da Pensilvânia com os Menonitas da Antiga Ordem.

## Publicação
Os Menonitas da Antiga Ordem têm afinidade com a editora Amish da Antiga Ordem chamada Pathway Publishers, localizada em Lagrange, Indiana, e Aylmer, Ontário. Mais recentemente, os Menonitas da Antiga Ordem de Ontário fizeram algumas de suas próprias publicações e uma empresa privada conhecida como Vineyard Publications foi formada perto de Wallenstein, Ontário. Os membros das igrejas da Velha Ordem tendem a usar o dialeto alemão da Pensilvânia para expressão literária com mais frequência do que os amish da Velha Ordem. Há vários autores de prosa e poesia em alemão da Pensilvânia. Muito conhecido, por exemplo, é Isaac Horst (1918-2008), de Mount Forest (Ontário, Canadá), que escreveu o livro Bei sich selwert un ungewehnlich ("Separado e Peculiar"). Os textos em alemão da Pensilvânia são publicados, em sua maioria, no jornal do dialeto alemão da Pensilvânia Hiwwe wie Driwwe.